# 索马里伯劳
索马里伯劳（学名：[Lanius somalicus] 错误：{{Lang}}：文本有斜体标记（帮助））是伯劳科伯劳属的一种。分布于吉布提、埃塞俄比亚、肯尼亚和索马里。其自然栖息地为亚热带或热带的干燥疏灌丛。